# Wincenty Danilewicz

Herb "Ostoja" w oryginalnej, średniowiecznej wersji

Wincenty Danilewicz (1787–1878, urodzony w Mińsku Litewskim (ówczesne terytorium Rzeczypospolitej Obojga Narodów) Sekretarz kancelarii Senatu Królestwa Kongresowego w Warszawie; główny archiwista Heroldii Królestwa Kongresowego - herbu Ostoja – szwoleżer, kawaler francuskiego orderu Legii Honorowej.

## Życiorys
Wincenty Danilewicz (Danielewicz) brał udział – jako szwoleżer – w kampanii napoleońskiej, za co został odznaczony francuskim orderem Legii Honorowej i medalem Św. Heleny (zob. ilustracje).
Uczestniczył (między innymi) w bitwie pod Arcis-sur-Aube (20–21 marca 1814), w której był ranny.
Po powrocie do kraju w 1815 podjął pracę jako sekretarz kancelarii Senatu Królestwa Kongresowego w Warszawie. Następnie pracował jako główny archiwista Heroldii Królestwa Kongresowego. Przeszedł na emeryturę w 1844.
Później przeniósł się do Jędrzejowa. Pozostawił po sobie między innymi spuściznę literacką w postaci trzech tragedii („Piast”, „Zbigniew”, „Kiejstut”) i jednej „komiopery”. Jego prawnuk Maciej Masłowski podaje (1957), że w swym testamencie (1859) wymieniał Danilewicz również pamiętniki, których w 1868 roku było trzydzieści „poszytów”.
Wincenty Danilewicz był ożeniony z Franciszką (z domu Grunwald), ur. w 1797 lub 1798 zm. w 1842, z którą miał – wymienione w jego zachowanym testamencie z 1859 roku, widoczne na załączonej ilustracji – córki: Anetę, Julię i Walerię Józefę (1827-1881 zamężną za Rajmundem Masłowskim, prawnikiem). Ich synem był Stanisław Masłowski, artysta malarz. Wincenty Danilewicz zmarł 23 marca 1878 w Jędrzejowie w wieku 90 lat.

## Galeria

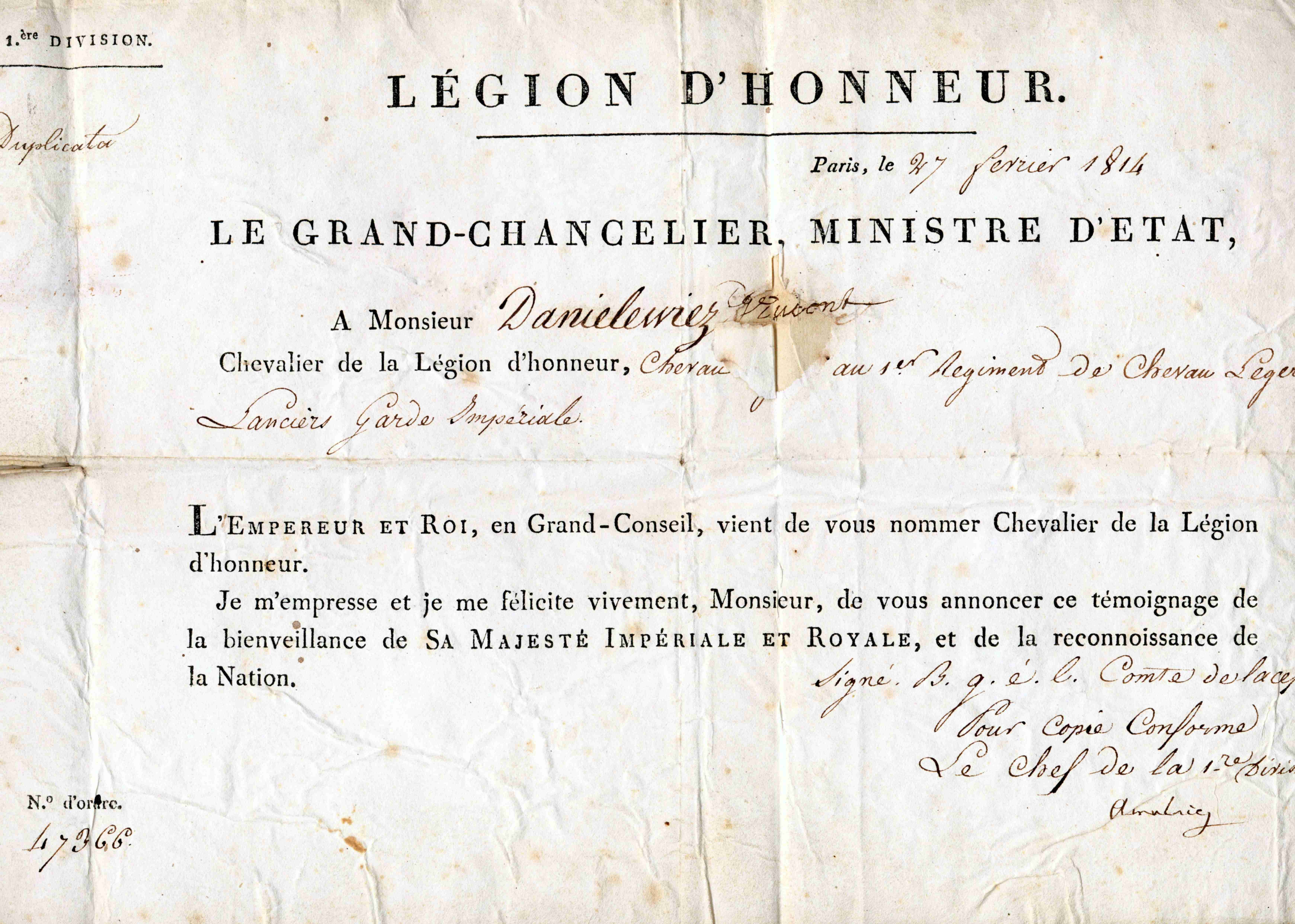
Dyplom francukiego Orderu Legii Honorowej wystawiony Wincentemu Danilewiczowi (Danielewiczowi) 27 lutego 1814[14].
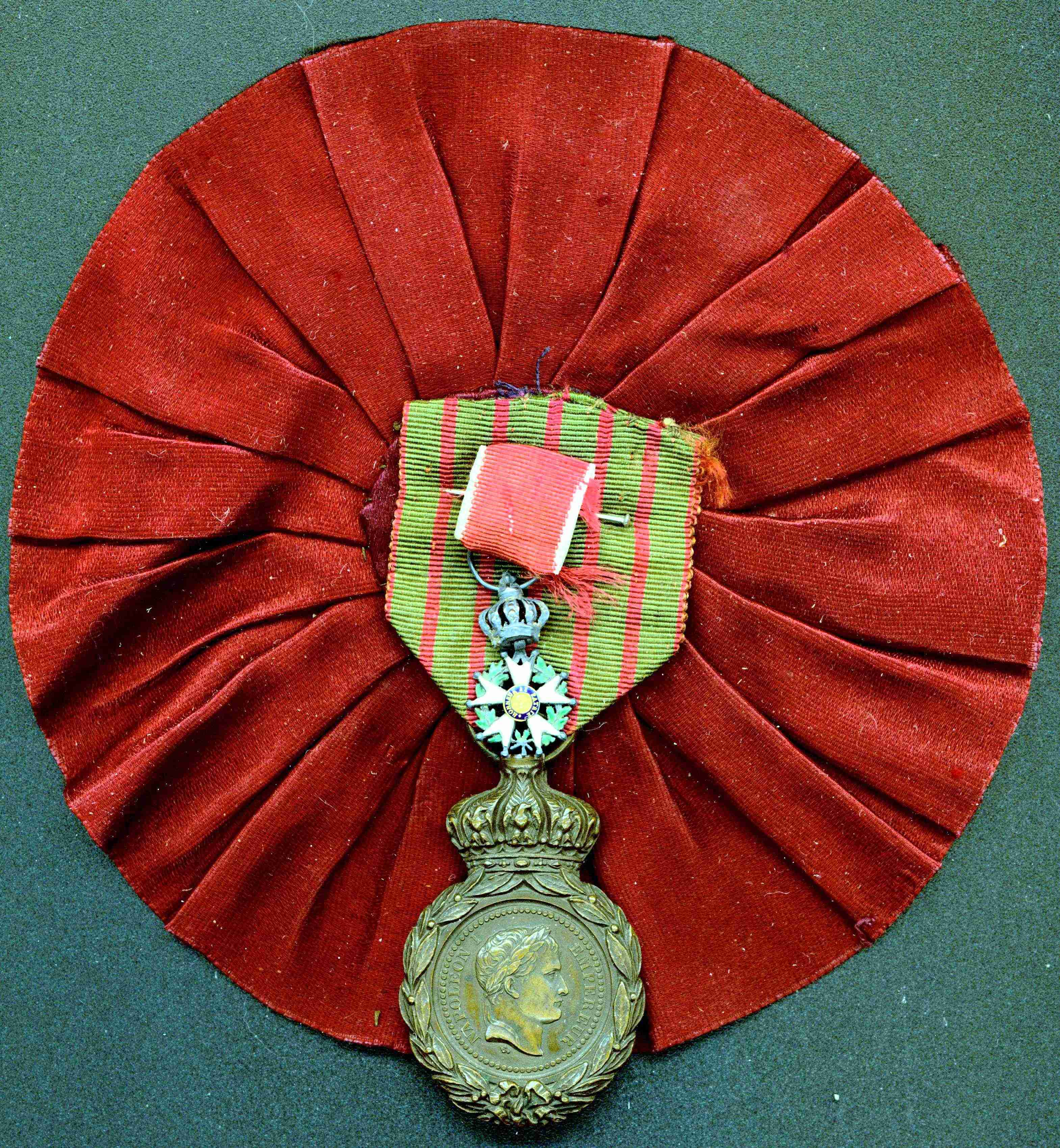
Order Legii Honorowej Wincentego Danilewicza (Danielewicza) – zob wyżej: dyplom z 27 lutego 1814[14].
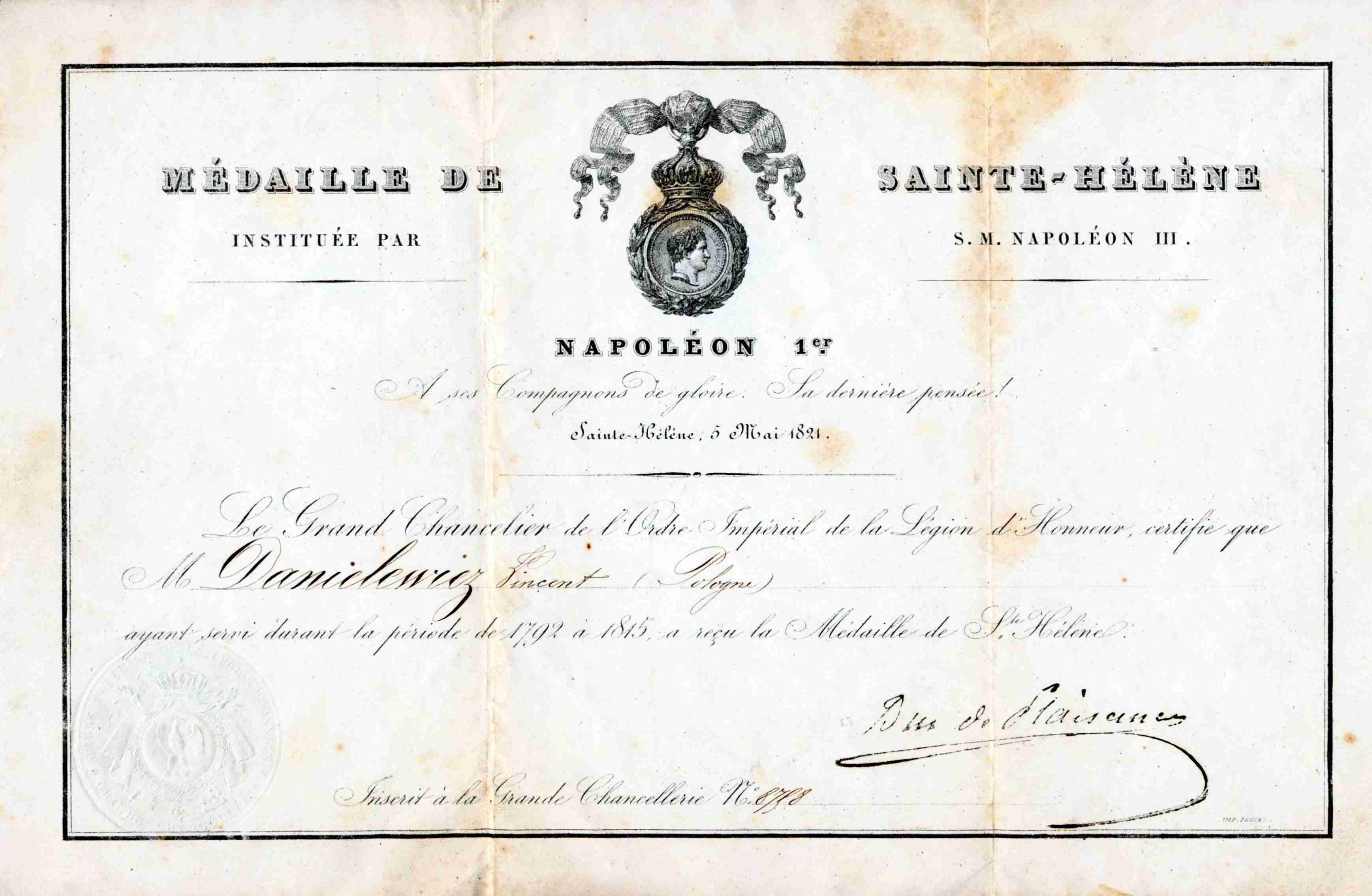
Dyplom medalu Św. Heleny Wincentego Danilewicza
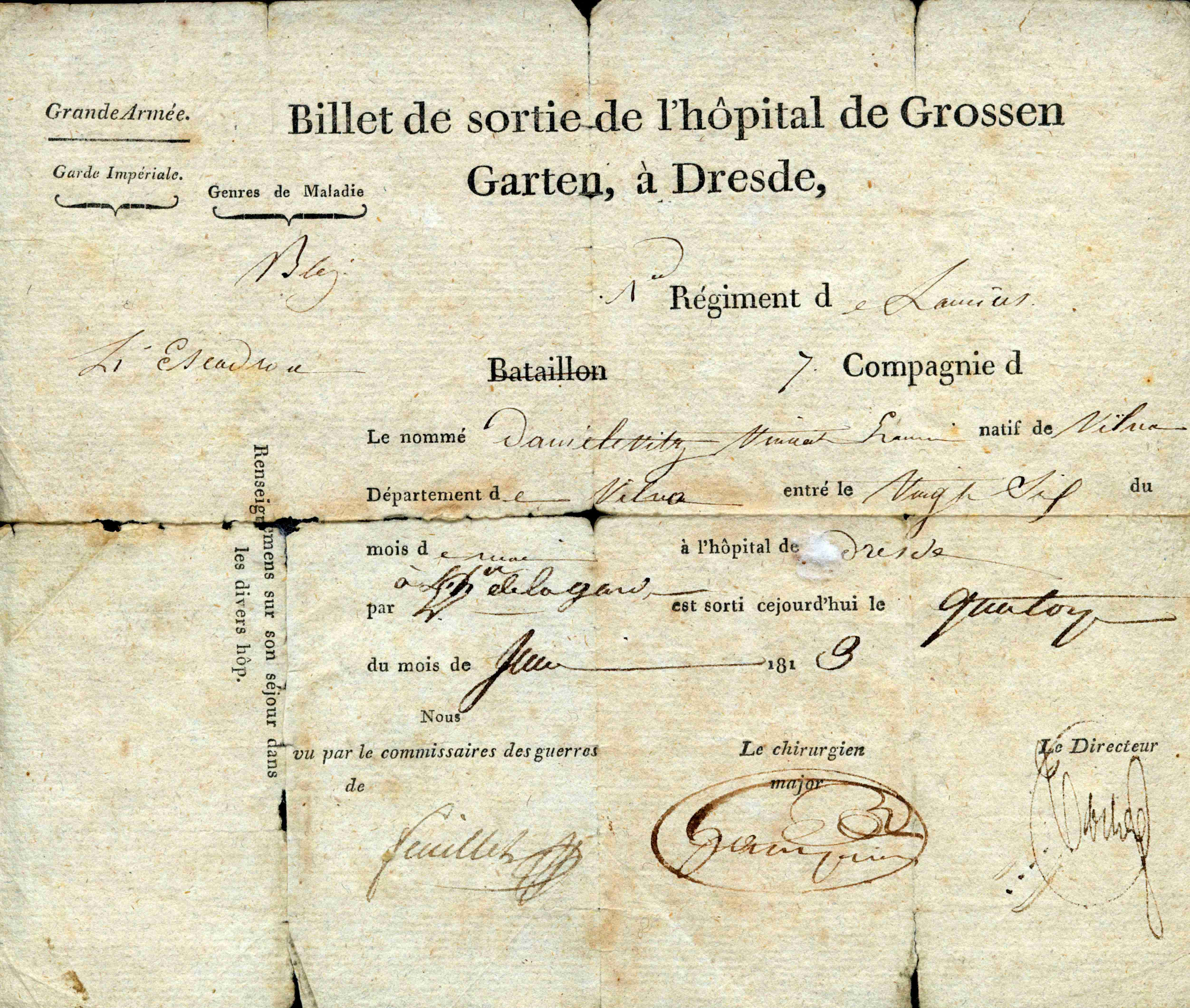
Karta wyjścia Wincentego Danilewicza ze szpitala Grossen Garten w Dreźnie z 14 czerwca 1813[15].
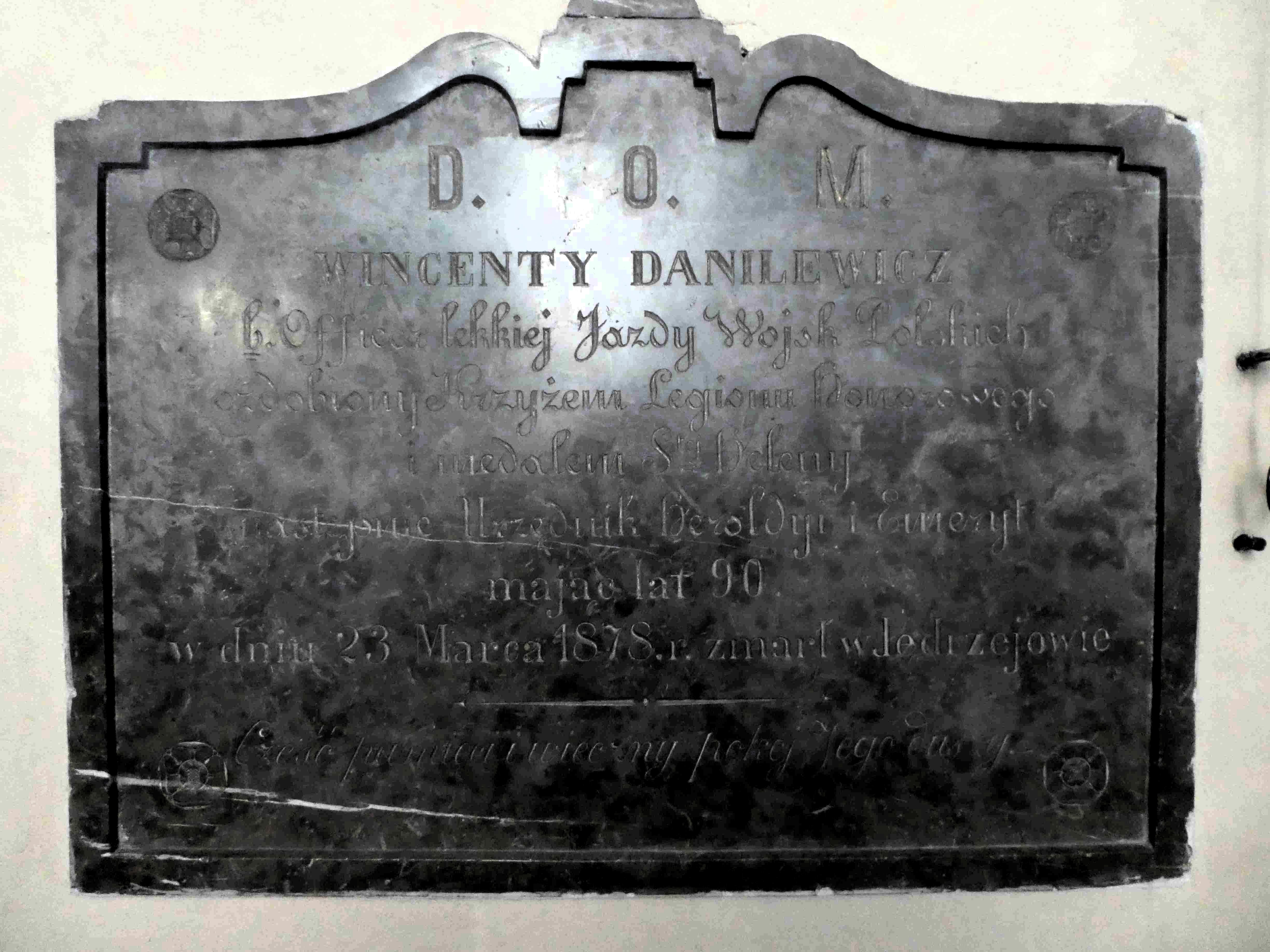
Epitafium Wincentego Danilewicza w Kościele Trójcy Świętej w Jędrzejowie - fot. Andrzej Sokołowski, listopad 2018.